# 凌夫惇
凌夫惇（？—17世紀），字厚子，四川重慶府永川縣人，南明政治人物。

## 生平
凌夫惇是崇禎十六年（1643年）的進士，獲授思南推官，南明年間歷任都清副使、臨沅參議，以太僕少卿監督雲南和貴州學政；他個性端莊，令人肅然起敬。程源死後，凌夫惇在辰州、沅州較士，很快歸隱開州，甘於粗茶淡飯，不響應清朝任何行動。清廷下達薙髮令，官員對他說：「明朝已結束，先生又能留下多少頭髮呢？」他感觸地說：「上有堯舜，下有巢繇，各行其志。」沒有勉強他，他也不再出門，八十五歲時去世。

## 引用
1. 1 2  錢海岳《南明史·卷六十三·列傳第三十九》：凌夫惇，字厚子，永川人。崇禎十六年進士。授思南推官，歷都清副使、臨沅參議，以太僕少卿督雲貴學政。風度端嚴，人望起敬。
2. ↑  錢海岳《南明史·卷六十三·列傳第三十九》：程源死，方較士辰、沅，歸隱開州。衣麤食淡，窮約自甘。清召不赴，修志不應。薙髮命下，令造門勸曰：「明運已終，詎先生幾莖頭髮能留？」夫惇泣下，令感曰：「上有堯舜，下有巢繇，各行其志。」竟不之強，遂以青布囊首，杜門不出。卒年八十五。